# クラウン・シティ・ロッカーズ
クラウン・シティ・ロッカーズ（Crown City Rockers）は、アメリカカリフォルニア州オークランド・パサデナ、マサチューセッツ州ボストン出身の5人組ヒップホップバンド。以前のグループ名はMission。音楽のスタイルは、オールドスクールのヒップホップ音楽を生楽器で演奏するというもの。類似したスタイルのヒップホップグループとしてはジム・ クラス・ヒーローズ、ザ・ルーツ、N.E.R.D.、そしてStetsasonicなどがあげられる。
2009年にバンドは最新アルバム「ザ・デイ・アフター・フォーエバー」の発売を発表した。このアルバムは2009年9月29日のトレジャー・アイランド音楽祭に彼らが出演した日に合わせて発売された。

## ディスコグラフィ

### アルバム
- 2001: One
- 2004: Earthtones
- 2009: The Day After Forever

### EP
- 1999: Mission EP
- 2004: Weekend Soul Japan EP
- 2008: Body Rock EP
- 2009: KISS EP

### シングル
| Year | Song                          | Album      |
| ---- | ----------------------------- | ---------- |
| 2000 | "Contagious"                  | One        |
| 2002 | "Mission:2"                   | One        |
| 2004 | "Another Day (Rhyme Writing)" | Earthtones |
| 2006 | "B-Boy"                       | Earthtones |
| 2007 | "I Love Being A B-Boy Remix"  | Earthtones |